# Espoo

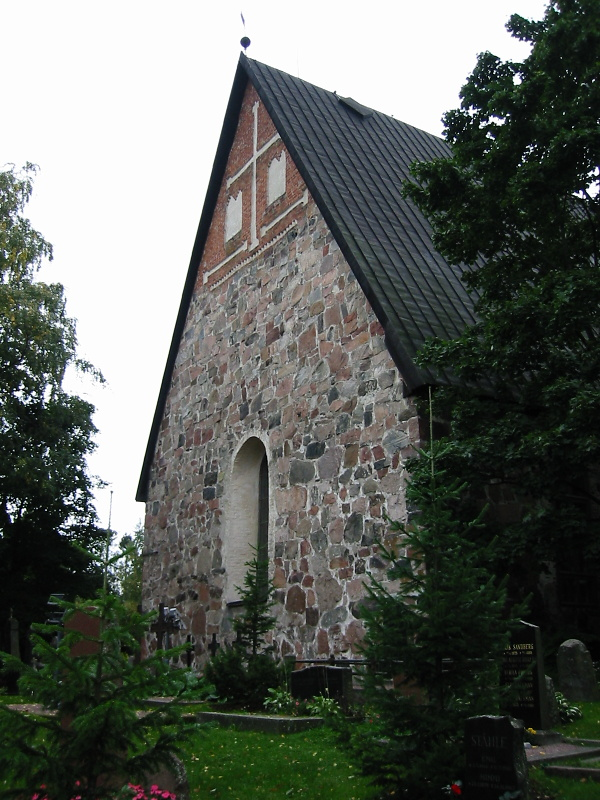
Espooská katedrála

Espoo (švédsky Esbo) je město na jižním pobřeží Finska, u Finského zálivu. Spolu s městy Helsinki a Vantaa, se kterými sousedí, a městečkem Kauniainen, které obklopuje, tvoří helsinské souměstí Velké Helsinky. Espoo náleží do provincie Uusimaa.
Ve městě žije asi 300 000 lidí (v roce 2022), čímž se ve velikosti ve Finsku řadí na druhé místo za Helsinky a před Tampere, které co do počtu obyvatel předběhlo na začátku roku 1991.
Město se rozkládá na 528 km², z čehož 216 km² jsou vodní plochy. V severní části Espoo je několik větších jezer, celkem má Espoo 73 jezer o rozloze nejméně jednoho hektaru. Na město má Espoo také poměrně hodně lesů. Na území města leží národní park Nuuksio.

## Další informace
Oblast Espoo je obydlena již nejméně 8 000 let. Prehistorické osídlení je známé z doby kamenné a starší doby železné. Nejstarší historická zmínka o Espoo je z roku 1431. Espoo se v roce 1963 stalo městysem a v roce 1972 městem.
Nejstarší částí města je Vanha-Espoo. Ve městě sídlí Helsinská technická univerzita. Přemístilo se sem také vrchní ředitelství firmy Nokia.
Dne 25. února 1991 zde byla dojednána tzv. Espooská konvence – mezinárodní dohoda o posuzování vlivů na životní prostředí (v platnost vstoupila 10. září 1997).
V Espoo se 17. října 1979 narodil známý automobilový závodník a mistr světa ve Formuli 1 z roku 2007 Kimi Räikkönen, který zde má vlastní dům, kam v době dovolené jezdí.
V Espoo se také narodili někteří z členů skupiny Lordi, která v roce 2006 vyhrála soutěž Eurovision Song Contest a díky tomu se stala známou: Sami Wolking, Erna Siikavirta, Samer el Nahhal.

## Osobnosti
- Bruno Ahlberg (1911–1966), finský boxer
- Arto Paasilinna (1942–2018), finský spisovatel a novinář
- Jyrki Järvilehto (* 1966), finský automobilový závodník, pilot Formule 1
- Veikka Gustafsson (* 1968), finský horolezec
- Antti Törmänen (* 1970), finský lední hokejista a trenér
- Jere Lehtinen (* 1973), finský lední hokejista
- Sami Wolking (* 1973), finský baskytarista, člen skupiny Lordi
- Samer el Nahhal (* 1975), finský baskytarista, člen skupiny Lordi
- Erna Siikavirta (* 1977), finská klávesistka, členka skupiny Lordi
- Kimi Räikkönen (* 1979), finský automobilový závodník, pilot Formule 1
- Niklas Hagman (* 1979), finský hokejista
- Alexi Laiho (1979–2020), finský metalový zpěvák, skladatel a kytarista, člen skupiny Children of Bodom
- Petri Lindroos (* 1980), finský metalový kytarista a zpěvák, člen skupiny Ensiferum
- Krista Kosonenová (* 1983), finská herečka
- Sami Lepistö (* 1984), finský lední hokejista
- Niki Mäenpää (* 1985), finský fotbalový brankář
- Henri Kontinen (* 1990), finský tenista

## Partnerská města
- Ostřihom, Maďarsko
- Irving, USA
- Køge, Dánsko
- Kongsberg, Norsko
- Kristianstad, Švédsko
- Nõmme, Estonsko
- Šanghaj, Čína
- Skagafjörður, Island